# A Real Friend
A Real Friend ist ein spanischer Horrorfilm von Enrique Urbizu aus dem Jahr 2006. Der Fernsehfilm ist der vierte Teil der sechsteiligen Fernsehreihe Películas para no dormir.

## Handlung
Estrella, ein kleines Mädchen, ist sehr oft allein. Ihre Mutter Angela ist berufstätig und ihr Vater im Gefängnis gestorben. Zuhause sieht sie sich häufig Horrorfilme an, die für ihr Alter völlig ungeeignet sind.
Sie lebt in ihrer eigenen Fantasiewelt, in der sie beispielsweise von einem Monster, das mit einer Kettensäge mordet, und anderen Horrorgestalten im Alltag begleitet wird. Eines Tages lernt sie einen Mann kennen, den sie Vampir nennt. Er ist nett und kümmert sich um sie. Allerdings bringt er ihren Lehrer um und scheint auch sonst nicht so harmlos zu sein.
Als ein sonderbarer Mann an Angelas Arbeitsplatz auftaucht und ihr erzählt, dass ihr Mann nicht tot und in die Stadt zurückgekommen ist, reagiert sie panisch. Zuhause findet sie Estrella und ihren Mann vor, der identisch mit Estrellas Vampir ist. Er bedroht Angela und schläft mit ihr, während sich ihre Tochter in ihrem Zimmer verkrochen hat. Nachdem Angela eingeschlafen ist, befindet sich das Kettensägemonster in Estrellas Zimmer, zersägt die Zimmertür und verfolgt ihren Vater. Auch von anderen Horrorgestalten wird er verfolgt und in der Tiefgarage wird ihm schließlich mit der Kettensäge der Kopf abgetrennt.
Das Ende des Films zeigt Estrellas Familie vor dem Fernseher. Im Sessel sitzt ihr Vater, der gerade Zeitung liest und das Aussehen ihres Vampirs hat. Neben Estrella schläft ihre Mutter Angela und im Fernsehen läuft ein Spielfilm. Alles hat sich nur in Estrellas Fantasie abgespielt.

## Kritik
„Der fürs spanische Fernsehen entstandener Horrorfilm erzählt die gängige Geschichte äußerst dicht und verzichtet auf allzu krasse Effekte.“

„Leatherface ist eine super Nanny und Zitateraten oberste Bürgerpflicht in einem pastellfarbenen Familienhorrorlichtspiel aus dem spanischen Fernsehen, in dem ganz im Stile des dunnemals verbotenen ‚Nightmare‘, nur ungleich unblutiger eben, ein geisteskranker Papi im Halloweenkostüm seine davon allerhöchstens zur Hälfte erbaute Familie besteigt. Mangels prominenter Namen und Knalleffekte kein Fall für breite Fanmassen, doch Kenner der Materie und anspruchsvolle Freunde von Mystery-Unterhaltung werden die kleine Perle zu schätzen wissen.“